# Marie Eykel
Marie Eykel est une actrice québécoise née le 2 avril 1948. Fille d'un père hollandais  et d'une mère québécoise, la mère de Marie s'appelait Rose Léonard et la mère de cette dernière  était irlandaise. Marie a vécu une bonne partie de sa jeunesse à Saint-Lambert. Férue de théâtre dès sa jeunesse, elle a exercé son talent dans plusieurs théâtres expérimentaux, a travaillé pour la Roulotte de Paul Buissonneau, avant de tenir le rôle de Passe-Partout dans la télé-série du même nom diffusée à Radio-Québec (aujourd'hui connu sous le nom de Télé-Québec) de 1977 à 1998. Cette série fut marquante pour toute une génération, à un point tel qu'on la surnomme « la génération Passe-partout».  Marie Eykel a continué à travailler dans le milieu artistique et a participé à d'autres projets. Elle a également continué à se produire sur scène et à jouer dans des pièces de théâtre. Notamment, en 1998, Marie Eykel jouera dans la pièce de Robert Lepage Les sept branches de la rivière Ōta, en Australie et en Nouvelle-Zélande.
Par la suite en 2000, elle retourne sur les bancs d’école faire une maîtrise à l’Université Concordia. Elle est devenue art-thérapeute, un métier qu’elle a notamment pratiqué auprès de groupes de femmes démunies dans Hochelaga.

## Filmographie

### Cinéma
- 1973 : Tu brûles... tu brûles...
- 1980 : Speak White : lectrice (voix)
- 1998 : La Comtesse de Bâton Rouge : Marie Heureux
- 2022 : Niagara de Guillaume Lambert : Sveta Amaliev

### Télévision
- 1977 - 1992 : Passe-Partout : Passe-Partout
- 1979 : Pop Citrouille : rôles variés
- 1980 - 1981 : Oufs : animatrice[1]
- 1986 - 1988 : Nicole et Pierre : Nicole (voix)
- 2002 : Les Poupées russes : Ghyslaine Collin
- 2006 : Km/h : Elle-même
- 2007 : Rumeurs : Thérèse[2]
- 2007 : Une année Chick'n Swell
- 2011 : La Reine rouge (websérie) : voisine
- 2020 : Claire et les vieux (websérie)

### Vidéoclip
- 2006 : Les Cowboys fringants : Les Étoiles filantes[3]

## Discographie
- Chantons avec Marie Eykel 1984
- La Fugue du Petit Poucet Le lapin qui peint, version québécoise 1987

## Récompenses et nominations

### Récompenses
- Prix MetroStar 1988 : Animateur/Animatrice Émission jeunesse

### Nominations
- ADISQ 1984 : Album Enfants de l'année : Chantons avec Marie Eykel
- Prix Métrostar 1989 : Emission jeunesse : Artiste préféré - Homme ou femme
- Prix Métrostar 1990 : Jeunesse Artiste - Émissions pour enfant
- Prix Métrostar 1991 : Jeunesse Artiste - Émissions pour enfant
- Prix Métrostar 1992 : Jeunesse Artiste - Émissions pour enfant